# Foglio Locale

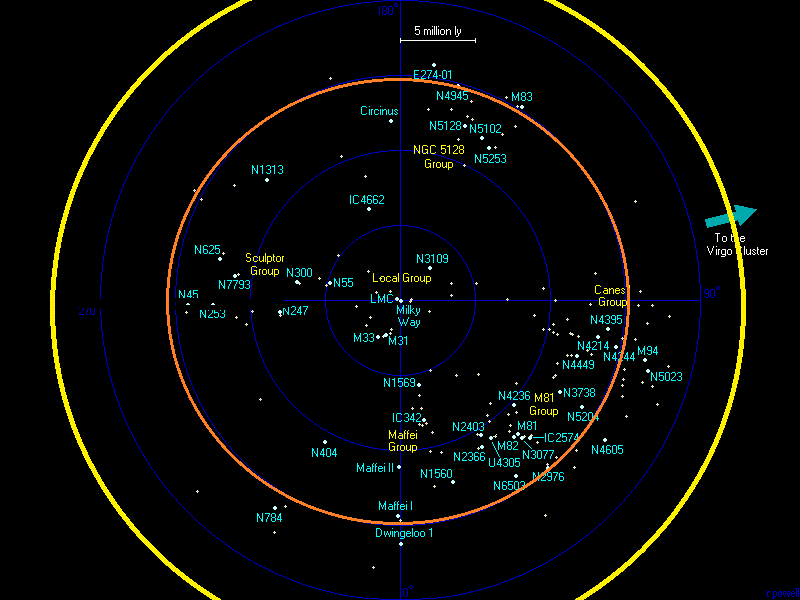
L'Universo Locale. Entro il cerchio giallo è l'area di pertinenza del Foglio Locale (Local Sheet); il cerchio arancione è il limite della collocazione delle galassie nel "Consiglio dei Giganti" (Council of Giants).

Il termine Foglio Locale (in inglese Local Sheet) fa riferimento, in astronomia, ad una regione dello spazio situata nel nostro vicino Universo osservabile in cui la Via Lattea, i membri del Gruppo Locale ed altre galassie, in gran parte nane (per un totale di 60 galassie), condividono la stessa velocità peculiare.
Questa regione è situata entro un raggio di circa 7 Megaparsec (circa 23 milioni di anni luce) dalla Terra ed ha uno spessore di 0,46 Megaparsec (1,5 milioni di anni luce). Le galassie situate oltre questo limite mostrano velocità marcatamente differenti. Rispetto al Foglio Locale, il Gruppo Locale ha una velocità peculiare inferiore di 66 km/s, mentre la tipica velocità di dispersione delle galassie all'interno del Foglio locale è di soli 40 km/s in direzione radiale.
Al Foglio Locale appartengono tutte le galassie luminose a noi vicine astronomicamente parlando.
Il Foglio Locale fa parte del più ampio Volume Locale, un'area dello spazio il cui limite è posto a 11 Megaparsec dalla Terra, il tutto a sua volta contenuto nel Superammasso della Vergine che attualmente è considerato una sottostruttura dell'enorme Superammasso Laniakea.
Tuttavia è stato ampiamente dimostrato che il Foglio Locale è geometricamente e dinamicamente distinto dal Superammasso Locale mentre Foglio Locale e Gruppo Locale sono con molta probabilità interconnessi.
La denominazione di questa regione del nostro vicino Universo è mutata diverse volte nel corso degli ultimi 40 anni, di volta in volta chiamata: Local Cloud (de Vaucouleurs, 1975); Coma-Sculptor Cloud (Tully e Fischer, 1987); Local Plane (Peebles, 1993); Local Filament (Klyplin, 2003); Local Pancake (Karachentsev, 2004); Local Sheet (Peebles, 2001 - Tully, 2008 - Peebles & Nusser, 2010).
Ancora oggi comunque alcuni astronomi, in particolare Bengt Gustafsson di Uppsala, contestano la denominazione di Foglio Locale quale traduzione letterale dell'inglese Local Sheet, preferendo tradurlo in Piattaforma Locale.
Una componente significativa della velocità media delle galassie nel Foglio Locale è data dall'attrazione gravitazionale delle galassie dell'Ammasso della Vergine.
Ciò si traduce in un movimento peculiare di circa 185 km/s in direzione dell'ammasso. Altra componente è data dall'allontanamento dal centro del Vuoto Locale, una regione dello spazio in espansione delle dimensioni di circa 45 Megaparsec (150 milioni di anni luce) che è scarsamente popolata da galassie e di cui il Foglio Locale costituirebbe una delle pareti. Tale componente ha una velocità di 259 km/s. Il Foglio Locale è inclinato di 8° rispetto al Superammasso Locale.
Nello studio di Marshall L. McCall della York University di Toronto, pubblicato nel 2014, si fa riferimento al cosiddetto Consiglio dei Giganti (Council of Giants) quale insieme di dodici grandi galassie appartenenti al Foglio Locale, disposte a formare un anello che circonda il Gruppo Locale, con un raggio di 3,75 Megaparsec (12,2 milioni di anni luce). Dieci di queste galassie sono spirali, mentre le restanti due sono ellittiche. Le due galassie ellittiche, la Maffei 1 e la Centaurus A si trovano ai lati opposti del Gruppo Locale e la loro formazione può aver dato l'avvio allo sviluppo dello stesso Gruppo Locale. I venti di gas provenienti dalle due galassie ellittiche furono espulsi ed indirizzati verso il Gruppo Locale contribuendo all'accrescimento dei dischi delle galassie spirali. L'insolito allineamento delle galassie spirali potrebbe essere stato influenzato dall'azione gravitazionale della Via Lattea e dalla Galassia di Andromeda in un'epoca in cui l'Universo aveva minori dimensioni.
Infine si ipotizza che il Foglio Locale ed il "Consiglio dei Giganti" siano stati modellati grazie all'azione della materia oscura che ha agito come una sorta di intelaiatura appiattita.
| ID Catalogo | Nome                               | Costellazione      | Distanza (Milioni a.l.) | Massa * | Immagine |
| ----------- | ---------------------------------- | ------------------ | ----------------------- | ------- | -------- |
| PGC 9892    | Maffei 1                           | Cassiopea          | 11                      | 10.928  |          |
| PGC 10217   | Maffei 2                           | Cassiopea          | 11                      | 10.493  |          |
| IC 342      |                                    | Giraffa            | 11                      | 10.302  |          |
| NGC 3031    | Galassia di Bode (o M81)           | Orsa Maggiore      | 12                      | 10.905  |          |
| NGC 3034    | Galassia Sigaro (o M82)            | Orsa Maggiore      | 11                      | 10.573  |          |
| NGC 4736    | M94                                | Cani da Caccia     | 15                      | 10.458  |          |
| NGC 4826    | Galassia Occhio Nero (o M64)       | Chioma di Berenice | 16                      | 10.496  |          |
| NGC 5236    | Galassia Girandola del Sud (o M83) | Idra               | 16                      | 10.642  |          |
| NGC 5128    | Centaurus A                        | Centauro           | 11                      | 10.528  |          |
| NGC 4945    |                                    | Centauro           | 12                      | 11.169  |          |
| PGC 50779   | Galassia del Compasso              | Compasso           | 14                      | 10.559  |          |
| NGC 253     | Galassia dello Scultore            | Scultore           | 11                      | 10.805  |          |

* La massa è indicata come il logaritmo della massa espresso in masse solari.